# Villa Luro
Villa Luro este un cartier în orașul Buenos Aires, Argentina. Are o populație totală de 30.753 locuitori și suprafața totală este de 2,6 km².
Districtul poartă numele lui dr. Pedro Luro, un proeminent medic local și dezvoltator imobiliar care, în anii 1870, a vândut cea mai mare parte a proprietății sale în zonă ca loturi rezidențiale. Cartierul, care era la marginea orașului, a crescut rapid după inaugurarea în 1911 a stației Villa Luro a căii ferate din Buenos Aires (astăzi o oprire de-a lungul liniei Sarmiento). 

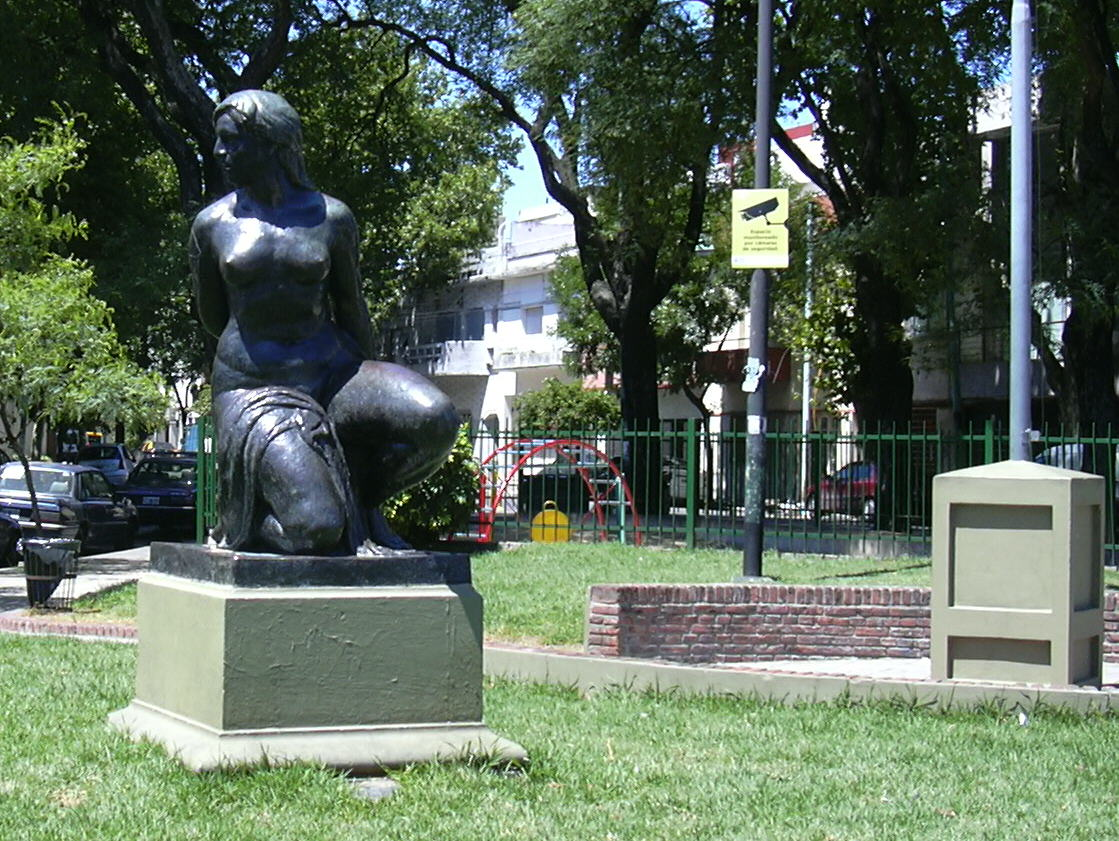
Santiago Chiérico, "La Cautiva", în piața Vicente Bellini.

Cel mai mare parc al cartierului, Plaza Ejército de los Andes, a fost deschis în 1939. O linie feroviară defectă din vest care a împărțit cartierul în diagonală a fost transformată în Bulevardul  Justiției în 1951, iar acest bulevard a fost la rândul său înlocuit cu autostrada Perito Moreno în 1980. Villa Luro este, de asemenea, accesibilă din centrul orașului Buenos Aires (11 km est) prin Rivadavia Avenue, iar cele mai multe dintre înălțimile în cartierul cu densitate înaltă, au fost construite de-a lungul acestuia. O secțiune mai avantajoasă din cadrul cartierului, Villa Luro Hollywood, a fost dezvoltată mai târziu de-a lungul bulevardului Ramón Falcón, într-un bloc la sud de Rivadavia Avenue.
Instituțiile din vecinătate notabile includ Biserica și Institutul Doamnei de Ajutor Perpetual (1911), Clubul social Valle Miñor (1928), Asociația de artă plastică Villa Luro (2000) și Centrul Cultural Alejandro Olmos (2009).